# Partido Coalición Nacional
El Partido de Coalición Nacional (en finés Kansallinen Kokoomus, abreviado: KOK; en sueco: Samlingspartiet) es un partido político de centroderecha de Finlandia. Fue fundado el 9 de diciembre de 1918. El partido declara que basa sus políticas en «la libertad, la responsabilidad y la democracia, equidad de oportunidades, educación, solidaridad, tolerancia y en los cuidados de la población» y además, apoya el multiculturalismo y los derechos de los homosexuales. Está a favor de la adhesión de Finlandia a la OTAN y es proeuropeo.
El porcentaje de votos en las elecciones entre las décadas de 1990 y 2000 fue aproximadamente del 20%. En las elecciones parlamentarias de 2011 fue el partido más grande en el Parlamento de Finlandia (en finés: eduskunta; en sueco: riksdag) por primera vez en su historia. A nivel municipal, lo logró el 2008. A pesar de perder el primer lugar en las elecciones parlamentarias de 2015, siguió siendo parte de un gobierno de coalición. Tras la elección de 2019, ahora es el tercer partido en el Parlamento, detrás del Partido Socialdemócrata y el Partido de los Finlandeses, ocupando el segundo lugar en la oposición después de haber sido excluido del Gobierno liderado actualmente por Sanna Marin.

## Historia

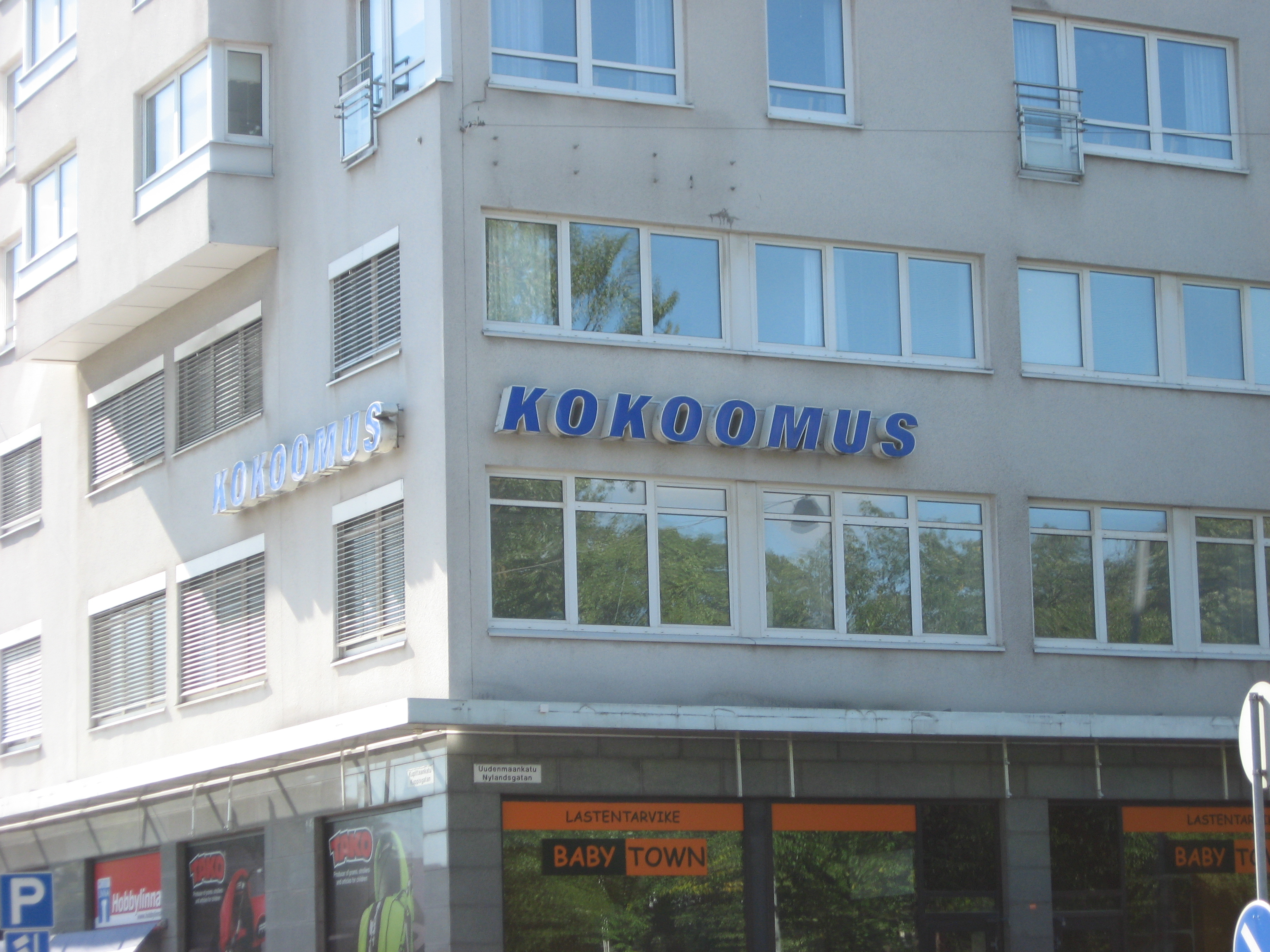
Sede del Partido Coalición Nacional en Turku.

El Partido de Coalición Nacional fue fundado por monarquistas conservadores que provenían de los partidos Finlandés y Joven luego de la guerra civil finlandesa. En las elecciones de 2015, fue el segundo partido más votado, obteniendo 37 escaños, sin embargo quedó como el tercer partido en cuanto a cantidad de escaños, por detrás del partido Verdaderos Finlandeses (38) y el Partido del Centro (49). Pese a eso, el partido formará parte de la coalición de gobierno.

### Elecciones parlamentarias de 2023
Las elecciones parlamentarias de Finlandia de 2023 se llevaron a cabo el 2 de abril de ese año, para la elección de los miembros del Parlamento de Finlandia para el período 2023-2027. La coalición gobernante perdió la mayoría absoluta en el parlamento. El Partido Coalición Nacional de la oposición ganó las elecciones con el 20,8% del voto popular a nivel nacional y ganó 48 escaños en el parlamento, el tercer resultado más alto en la historia del partido. Por primera vez en la historia de Finlandia, el Partido del Centro no ganó una pluralidad de votos en ningún distrito electoral regional.

## Líderes
- Hugo Suolahti (1918–1919)
- Eemil Nestor Setälä (1920)
- Antti Tulenheimo (1921–1924)
- Hugo Suolahti (1925)
- Kyösti Haataja (1926–1932)
- Paavo Virkkunen (1932–1933)
- Juho Kusti Paasikivi (1934–1936)
- Pekka Pennanen (1936–1942)
- Edwin Linkomies (1943–1944)
- K. F. Lehtonen (1945)
- Arvo Salminen (1946–1954)
- Jussi Saukkonen (1955–1965)
- Juha Rihtniemi (1965–1971)
- Harri Holkeri (1971–1979)
- Ilkka Suominen (1979–1991)
- Pertti Salolainen (1991–1994)
- Sauli Niinistö (1994–2001)
- Ville Itälä (2001–2004)
- Jyrki Katainen (2004–2014)
- Alexander Stubb (2014–)

## Líderes prominentes del partido
- Lauri Ingman - Primer ministro de Finlandia 1918-1919 y 1924-1925, Arzobispo de Turku 1930-1934
- Antti Tulenheimo - Primer ministro de Finlandia 1925
- Pehr Evind Svinhufvud - Presidente de Finlandia 1931-1937
- Edwin Linkomies - Primer ministro de Finlandia 1943-1944
- Juho Kusti Paasikivi - Presidente de Finlandia 1946-1956, primer ministro de Finlandia 1944-1946
- Harri Holkeri - Primer ministro de Finlandia 1987-1991
- Riitta Uosukainen - Presidenta del parlamento de Finlandia 1994-1995, 1995-1999, 1999-2003
- Sauli Niinistö - Ministro de Hacienda de Finlandia 1996-2003, Presidente de Finlandia desde 2012
- Jyrki Katainen - Ministro de Hacienda de Finlandia 2007-2011, primer ministro de Finlandia 2011-2014
- Alexander Stubb - Primer ministro de Finlandia 2014-2015, Ministro de Hacienda de Finlandia 2015-

## Resultados electorales

Resultado de las elecciones parlamentarias de 2011 por municipio.

### Elecciones parlamentarias
| Elección | Votos        | Votos  | Escaños | Escaños                           | Resultado                         |
| Elección | N°           | %      | N°      | +/-                               | Resultado                         |
| -------- | ------------ | ------ | ------- | --------------------------------- | --------------------------------- |
| 1919     | 151.018 (#3) | 15,71% | 28/200  |                                   | Oposición (1919–1920)             |
| 1919     | 151.018 (#3) | 15,71% | 28/200  | Gobierno de coalición (1920-1921) |                                   |
| 1919     | 151.018 (#3) | 15,71% | 28/200  | Oposición (1921–1922)             |                                   |
| 1922     | 157.116 (#3) | 18,15% | 35/200  | 7                                 | Oposición                         |
| 1924     | 166.880 (#3) | 18,99% | 38/200  | 3                                 | Gobierno de coalición (1924-1926) |
| 1924     | 166.880 (#3) | 18,99% | 38/200  | 3                                 | Oposición (1926–1927)             |
| 1927     | 161.450 (#3) | 17,74% | 34/200  | 4                                 | Oposición                         |
| 1929     | 138.008 (#3) | 14,51% | 28/200  | 6                                 | Oposición                         |
| 1930     | 203.958 (#3) | 18,05% | 42/200  | 14                                | Gobierno de coalición (1930-1932) |
| 1930     | 203.958 (#3) | 18,05% | 42/200  | 14                                | Oposición (1932–1933)             |
| 1933     | 187.527 (#3) | 16,93% | 32/200  | 10                                | Oposición                         |
| 1936     | 121.619 (#4) | 10,36% | 20/200  | 12                                | Oposición                         |
| 1939     | 176.215 (#3) | 13,58% | 25/200  | 5                                 | Gobierno de coalición (1939-1944) |
| 1939     | 176.215 (#3) | 13,58% | 25/200  | 5                                 | Oposición (1944–1945)             |
| 1945     | 255.394 (#4) | 15,04% | 28/200  | 3                                 | Oposición                         |
| 1948     | 320.366 (#4) | 17,04% | 33/200  | 5                                 | Oposición                         |
| 1951     | 264.044 (#4) | 14,57% | 28/200  | 5                                 | Oposición                         |
| 1954     | 257.025 (#4) | 12,80% | 24/200  | 4                                 | Oposición                         |
| 1958     | 297.094 (#4) | 15,28% | 29/200  | 5                                 | Gobierno de coalición (1958-1959) |
| 1958     | 297.094 (#4) | 15,28% | 29/200  | 5                                 | Oposición (1959–1962)             |
| 1962     | 346.638 (#4) | 15,06% | 32/200  | 3                                 | Gobierno de coalición             |
| 1966     | 326.928 (#4) | 13,79% | 26/200  | 6                                 | Oposición                         |
| 1970     | 457.582 (#2) | 18,05% | 37/200  | 11                                | Oposición                         |
| 1972     | 453.434 (#2) | 17,59% | 34/200  | 3                                 | Oposición                         |
| 1975     | 505.145 (#3) | 18,40% | 35/200  | 1                                 | Oposición                         |
| 1979     | 626.764 (#2) | 21,65% | 47/200  | 12                                | Oposición                         |
| 1983     | 659.078 (#2) | 22,12% | 44/200  | 3                                 | Oposición                         |
| 1987     | 666.236 (#2) | 23,10% | 53/200  | 9                                 | Gobierno de coalición             |
| 1991     | 526.487 (#3) | 19,31% | 40/200  | 13                                | Gobierno de coalición             |
| 1995     | 497.624 (#3) | 17,89% | 39/200  | 1                                 | Gobierno de coalición             |
| 1999     | 563.835 (#3) | 21,03% | 46/200  | 7                                 | Gobierno de coalición             |
| 2003     | 517.904 (#3) | 18,55% | 40/200  | 6                                 | Oposición                         |
| 2007     | 616.841 (#2) | 22,26% | 50/200  | 10                                | Gobierno de coalición             |
| 2011     | 599.138 (#1) | 20,38% | 44/200  | 6                                 | Gobierno de coalición             |
| 2015     | 540.212 (#3) | 18,20% | 37/200  | 7                                 | Gobierno de coalición             |
| 2019     | 523.446 (#3) | 17,00% | 38/200  | 1                                 | Oposición                         |
| 2023     | 643.877 (#1) | 20,84% | 48/200  | 10                                | Gobierno de coalición             |

### Elecciones al Parlamento Europeo
| Año  | Escaños | Votos   | Votos   |
| ---- | ------- | ------- | ------- |
| 1996 | 4       | 453 729 | 20,17 % |
| 1999 | 4       | 313 960 | 25,27 % |
| 2004 | 4       | 392 771 | 23,71 % |
| 2009 | 3       | 386 416 | 23,21 % |
| 2014 | 3       | 390 112 | 22,6 %  |
| 2019 | 3       | 380 460 | 20,8 %  |

### Elecciones municipales
| Año  | Concejales | Votos   | Votos   |
| ---- | ---------- | ------- | ------- |
| 1950 |            | 88 159  | 5,85 %  |
| 1953 |            | 133 626 | 7,59 %  |
| 1956 |            | 105 220 | 6,29 %  |
| 1960 |            | 275 560 | 14,04 % |
| 1964 |            | 213 378 | 10,0 %  |
| 1968 | 1 388      | 364 428 | 16,09 % |
| 1972 | 1 503      | 451 484 | 18,06 % |
| 1976 | 2 047      | 561 121 | 20,92 % |
| 1980 | 2 373      | 628 950 | 22,94 % |
| 1984 | 2 423      | 619 264 | 22,96 % |
| 1988 | 2 392      | 601 468 | 22,87 % |
| 1992 | 2 009      | 507 574 | 19,05 % |
| 1996 | 2 167      | 514 313 | 21,64 % |
| 2000 | 2 028      | 463 493 | 20,84 % |
| 2004 | 2 078      | 521 412 | 21,83 % |
| 2008 | 2 020      | 597 727 | 23,45 % |
| 2012 | 1 735      | 544 682 | 21,9 %  |
| 2017 | 1 490      | 531 599 | 20,67 % |
| 2021 | 1 552      | 522 623 | 21,36 % |

### Elecciones presidenciales
| Colegio electoral | Colegio electoral     | Colegio electoral | Colegio electoral | Colegio electoral |
| Año               | Candidato             | Electores         | Votos             | Votos             |
| ----------------- | --------------------- | ----------------- | ----------------- | ----------------- |
| 1925              | Hugo Suolahti         | 68                | 141 240           | 22,71 %           |
| 1931              | Pehr Evind Svinhufvud | 64                | 180 378           | 21,56 %           |
| 1937              | Pehr Evind Svinhufvud | 86                | 330 980           | 29,75 %           |
| 1950              | Juho Kusti Paasikivi  | 68                | 360 789           | 22,88 %           |
| 1956              | Sakari Tuomioja       | 54                | 340 311           | 17,94 %           |
| 1968              | Matti Virkkunen       | 58                | 432 014           | 21,19 %           |
| 1978              | Urho Kekkonen         | 45                | 360 310           | 14,72 %           |
| 1982              | Harri Holkeri         | 58                | 593 271           | 18,7 %            |
| 1988              | Harri Holkeri         | 63                | 603 180           | 20,2 %            |

| Voto directo | Voto directo      | Voto directo              | Voto directo          |
| Año          | Candidato         | Votos                     | Votos                 |
| ------------ | ----------------- | ------------------------- | --------------------- |
| 1988         | Harri Holkeri     | 570 340                   | 18,4 %                |
| 1994         | Raimo Ilaskivi    | 1v 485 035                | 1v 15,2 %             |
| 2000         | Riitta Uosukainen | 1v 392 305                | 1v 12,8 %             |
| 2006         | Sauli Niinistö    | 1v 725 866 2v 1 518 333   | 1v 24,06 % 2v 48,21 % |
| 2012         | Sauli Niinistö    | 1v 1 131 254 2v 1 802 400 | 1v 37 % 2v 62,6 %     |